# Henry Addington, 1.º Visconde Sidmouth
Henry Addington, 1º Visconde Sidmouth, PC (30 de maio de 1757 – 15 de fevereiro de 1844) foi um político britânico, primeiro-ministro do Reino Unido de 1801 a 1804.

## Vida
Foi eleito para a Câmara dos Comuns em 1784 como membro do Parlamento (MP) por Devizes, e depois tornou-se Orador da Casa dos Comuns em 1789.  Em março de 1801, William Pitt, o Jovem resignou-se do cargo logo após o fracasso do Emancipação Católica, e Addington foi escolhido para sucedê-lo. 
Addington é mais conhecido por obter o Tratado de Amiens em 1802, uma paz desfavorável com a França napoleônica que marcou o fim da Segunda Coalizão durante as Guerras Revolucionárias Francesas. Quando esse tratado ruiu, ele retomou a guerra, mas estava sem aliados e conduziu hostilidades defensivas relativamente fracas, à frente do que se tornaria a Guerra da Terceira Coalizão. Ele foi forçado a deixar o cargo em favor de William Pitt, o Jovem, que havia precedido Addington como primeiro-ministro. Addington também é conhecido por sua repressão reacionária aos defensores de reformas democráticas durante um período de dez anos como Ministro do Interior de 1812 a 1822. Ele é o mais antigo titular ininterrupto desse cargo desde que foi criado em 1782.